# ۳۳۸ (پیش از میلاد)
۳۳۸ (پیش از میلاد) ۳۳۸مین سال قبل از تقویم میلادی است.

## رویدادها
- پیروزی رمی‌ها بر لاتین‌ها.